# Kyushu
Insula Kyushu (九州 Kyūshū?, lit. „nouă provincii”) (pronunție după Alfabetul Fonetic Internațional [kɪˈuːʃuː] sau după cel român [kiușu]) este situată în extremitatea sudică a Arhipelagului Japonez. Este despărțită de insula Honshū prin strâmtoarea Shimonoseki (en) (altfel strâmtoarea Kanmon), iar de insula Shikoku prin strâmtoarea Bungo (en). Insula se află într-o zonă seismică, o dovadă în acest sens reprezentând-o numeroșii vulcani și izvoarele termale, în jurul cărora au apărut stațiuni balneoclimaterice și stațiuni de odihnă (pe Kyūshū se află Beppu, unul dintre cele mai populare centre balneare japoneze). Datorită frumuseții naturii (pe insulă existând patru parcuri naționale, dintre care cel mai căutat este cel de lângă vulcanul activ Aso), Kyūshū este vizitată cu plăcere de către turiști. Legătura cu restul țării este facilitată de numeroasele poduri și de tunelurile submarine prin care insula comunică cu Honshū.

## Kamikaze - vântul divin
În secolul al XIII-lea, Fukuoka, principalul centru urban al insulei Kyūshū, era permament amenințat de invaziile mongole. După primul atac eșuat din anul 1274, aceștia au încercat din nou să cucerească orașul sub conducerea hanului Kublai. Zidurile de apărare, înalte de peste trei metri, s-au dovedit însă obstacole de netrecut. Pe drumul de întoarcere, flota mongolă a fost distrusă de un taifun puternic, care tocmai făcea ravagii în Pacific. Locuitorii din Fukuoka au considerat că vânturile care le veniseră în ajutor fuseseră trimise de zei. Astfel a apărut cuvântul „kamikaze”, adică „vântul divin”.
Pentru a zdrobi rezistența japonezilor, de altfel foarte slăbiți, Statele Unite au aruncat bomba atomică peste Hiroshima, iar trei zile mai târziu, peste Nagasaki. Americanii și-au atins scopul- dușmanii au capitulat pe data de 2 septembrie, ceea ce a pus capăt celui de-al Doilea Război Mondial în Asia - dar consecințele folosirii armei nucleare s-au dovedit catastrofale. Pe 9 august 1945, la ora 11:02 fix, deasupra orașului Nagasaki a explodat o bombă cu plutoniu 239, cu o forță egală cu cea a 20.000 t de trotil. Una dintre bazele importante ale marinei militare japoneze a fost aproape complet distrusă. Se estimează că în oraș, care este din secolul al XVI-lea unul dintre principalele centre ale creștinismului din Japonia, au murit între 75.000 și 150.000 de oameni. Catedrala Urakami, dărâmată în timpul exploziei, era cel mai mare lăcaș de cult catolic din Orientul Îndepărtat. Ea a fost reconstruită din beton armat în Parcul Memorial al Păcii, deschis în memoria victimelor bombei atomice.

## Insula japoneză a vulcanilor
Kyūshū este a treia insulă a Japoniei ca mărime. Este supranumită și în prezent „ținutul celor nouă provincii”, deși își datoreză această veche denumire diviziunii administrative practicate în Evul Mediu, în cadrul imperiului. În prezent, este formată din șapte prefecturi, care poartă același nume cu cel mai mare oraș aflat între granițele fiecăreia. În nordul insulei, se ridică principalele sale centre urbane: Fukuoka și Kitakyūshū. Fukuoka, al optulea oraș al Japoniei ca mărime, este mult mai vechi decât vecinul său, situat la mică distanță. Cele două atracții principale ale metropolei sunt templele Hakozaki și Sumiyoshi. Primul dintre acestea se mândrește cu o sală de rugăciune din secolul al XVI-lea și cu un turn din lemn cu două etaje, la construirea căruia nu a fost folosit niciun cui. Al doilea oraș devine, în fiecare lună octombrie, arena luptelor sumo, în cadrul unuia dintre cele mai mari spectacole de acest tip din țară. Spre deosebire de Fukuoka, Kitakyūshū, cu puțin sub 1.000.000 de locuitori, nu s-a dezvoltat de-a lungul secolelor, ci a luat naștere prin unirea a cinci orașe mai mici, în timpul reformei sistemului administrativ japonez din 1963. Metropola comunică cu Honshū, cea mai mare insulă japoneză situată la nord, prin intermediul unui pod peste strâmtoarea Shimonoseki și prin două tuneluri, unul pietonal, celălalt feroviar.
Pe țărmul nord-estic al insulei Kyūshū se află Beppu, una dintre cele mai mare stațiuni de băi termale din Japonia, spre care se îndreaptă bolnavi din toată țara. Excursioniștii de sfârșit de săptâmână poposesc în oraș pentru o baie în izvoarele fierbinți, venind chiar de la Tokio sau Kyoto. Cele mai vestite izvoare, numite jigoku („iad”, în japoneză) arată ca niște fântâni arteziene cu apă fierbinte, de culoarea laptelui. Conform ultimelor date oficiale, peste 13.000.000 de japonezi sosesc anual la Beppu pentru a profita de proprietățile curative ale apelor. Izvoarele termale sunt o dovadă a originii vulcanice a insulei Kyūshū. Pe aceasta se găsește, de altfel, un număr impresionant de vulcani, dintre care o parte sunt încă activi. Cel mai cunoscut vulcan de pe Kyūshū și totdată unul dintre cei mai mari din lume este Aso, care cuprinde cinci cratere. În jurul vulcanului, care a erupt ultima dată în 1979, a fost organizat un parc național cu același nume.